# Diablo II: Resurrected
Diablo II: Resurrected é um jogo de RPG de ação co-desenvolvido pela Blizzard Entertainment e Vicarious Visions e publicado pela Blizzard Entertainment. É uma remasterização de Diablo II (2000) e sua expansão Lord of Destruction (2001). O jogo foi lançado para Microsoft Windows, Nintendo Switch, PlayStation 4, PlayStation 5, Xbox One e Xbox Series X e Series S em 23 de setembro de 2021.